# Человек, который изобрёл Рождество
«Человек, который изобрёл Рождество» (англ. The Man Who Invented Christmas) — биографический фильм 2017 года Бхарата Наллури. Сценарий написан Сьюзэн Койн на основе одноимённой книги Леса Стэндифорда.

## Предыстория
Вплоть до середины XIX века Рождество в Великобритании отмечалось на вторых ролях, и затмевалось такими праздниками, как Пасха и День подарков. Тем не менее, в сельской местности, откуда был Чарльз Диккенс, оно сохраняло свою популярность. После того как он с семьёй переехал в Лондон, каждое Рождество город встречал заснеженным. Диккенс решил отразить эту особенность в своём святочном рассказе «Рождественская песнь в прозе».
В 1843 году Диккенс, уже известный писатель, испытывал финансовые затруднения в связи с плохими продажами его предыдущего романа «Мартин Чезлвит». Тогда ему пришла идея создать трогательный рассказ о Рождестве. На его написание он потратил 6 недель. Однако издатели отказались его публиковать, и Диккенс сделал это сам.
Фильм посвящён тому, как отчаявшийся и собравшийся было порвать с писательской карьерой Диккенс зажёгся идеей святочного рассказа и как последний повлиял на становление Рождества одним из главных праздников в сознании британцев.

## Сюжет
Через два года после успеха «Оливера Твиста» Чарльз Диккенс испытывает финансовые трудности из-за неудач трёх последних книг. Чтобы исправить своё положение, он решает в течение шести недель написать новую книгу, чтобы успеть опубликовать её к Рождеству. Он находит вдохновение на улицах Лондона, прежде всего на похоронах богатого, но одинокого человека. В процессе написания он взаимодействует с персонажами книги, в особенности с Эбенезером Скруджем. Ему также помогает его служанка Тара, иммигрантка из Ирландии.
Во время написания книги к нему приезжает его отец, Джон Диккенс, которого Чарльз считает безответственным. Отношения Чарльза с семьёй становятся всё более напряжёнными, поскольку он не успевает дописать произведение к сроку публикации. Узнав, что Чарльз планирует в конце смерть Тима, Тара просит его изменить концовку и сделать так, чтобы Скрудж спас мальчика. Чарльз отвергает её предложение, и вскоре в приступе ярости говорит Таре, что больше не хочет её видеть, и она уходит из дома. Он также выгоняет своего отца после того как узнаёт, что тот продаёт книги с его автографами.
Чарльз посещает фабрику, на которой работал в детстве, после того как членов его семьи отправили в тюрьму за неуплату долгов. Скрудж упрекает Чарльза за его собственное поведение, тогда Чарльз понимает, что его произведение должно быть историей искупления и возвращается домой, чтобы закончить рукопись. Он встречает Тару, когда собирается выйти из дома, чтобы передать рукопись для издания, и предлагает ей вернуться. Его жена сообщает ему, что его отец собирается уехать из города, после чего Чарльз догоняет Джона и просит его вернуться обратно. Книга печатается вовремя, и Чарльз встречает Рождество вместе со своей семьёй.

## В ролях
- Дэн Стивенс — Чарльз Диккенс
- Джонатан Прайс — Джон Диккенс
- Кристофер Пламмер — Эбенезер Скрудж
- Саймон Кэллоу — Джон Лич
- Дональд Самптер — Джейкоб Марли
- Мириам Маргулис — Фиск
- Морвед Кларк — Кэтрин Диккенс
- Джастин Эдвардс
- Майлз Джапп — Уильям Теккерей
- Эли Солан — Чарльз Диккенс в юности
- Анна Мерфи — Тара

## Критика
Фильм получил в основном положительные оценки кинокритиков. На сайте Rotten Tomatoes фильм имеет рейтинг 80 % на основе 155 рецензий критиков со средней оценкой 6,3 из 10. На сайте Metacritic фильм получил оценку 60 из 100 на основе 32 рецензий, что соответствует статусу «смешанные или средние отзывы».

## Награды и номинации
- 2018 — номинация на премию «Сатурн» за лучший международный фильм[5].